# Erynniola russipes
Erynniola russipes är en tvåvingeart som beskrevs av Louis-Paul Mesnil 1977. Erynniola russipes ingår i släktet Erynniola och familjen parasitflugor.
Artens utbredningsområde är Madagaskar. Inga underarter finns listade i Catalogue of Life.